# Senchus fer n-Alban
O Senchus fer n-Alban (A História dos homens da Escócia) é um texto medieval em irlandês antigo, que acredita-se ter sido compilado no século X. Pode ter sido derivado de documentos anteriores do século VII, que se presumem foram escritos em latim. Ele fornece a genealogia dos reis de Dál Riata e um censo dos reinos que compreenderam Dál Riata.
O Senchus existe em um número de manuscritos, dos quais o mais importante pertenceu a Dubhaltach Mac Fhirbhisigh e depois a Edward Lhuyd. O manuscrito H.2.7 mantido pelo Trinity College, Dublin, foi compilado no século XIV por Lúcás Ó Dalláin, provavelmente trabalhando com Seán Ó Mór Dubhagáin (morto em 1372), o principal poeta e historiador da Uí Maine. Este manuscrito já foi pensado ter feito parte do Livro de Uí Maine, mas isso não é mais considerado plausível. Outros exemplos são encontrados no Livro de Ballymote (1384x1406), no Livro de Lecan (anterior a 1418), e nas compilações genealógicas do século XVII de 17 Mac Fhirbhisigh.
O Senchus é um documento relativamente curto, cerca de 70 ou 80 linhas dependendo da variante utilizada. Nele está anexado a Genelaig Albanensium que contém genealogias de Máel Coluim mac Cináeda e Causantín mac Cuilén, reis de Alba, e de Ainbcellach mac Ferchair e outros reis de Dál Riata.
A maioria das versões do Senchus segue o mito final das origens de Dál Riata começando com Eochaid Muinremar e os filhos de Erc, Fergus Mór entre eles. A própria versão de Mac Fhirbhisigh do Senchus começa com os reis mitológicos, traçando Dál Riata para o Síl Conairi e Cairpre Riata (Rígfhota), filho de Conaire Mór e/ou Conaire Cóem, que pode ser o Reuda da História Eclesiástica do Povo Inglês de Beda. A Genelaig Albanensium, e as genealogias similares no manuscrito Rawlinson B 502, fazem de Cairpre Riata um ancestral da décima ou décima quinta geração de Fergus Mór mac Eirc.
O valor histórico do Senchus repousa em grande parte em suas últimas seções, que incluem reis históricos de Dál Riata - o mito pode terminar e a história começar no reinado de Conall mac Comgaill no meio do século VI. O último rei que pode ser identificado nas genealogias contidas no próprio Senchus é Conall Crandomna, que morreu por volta de 660.
O Senchus lista as divisões de Dál Riata—o Cenél nGabráin, o Cenél Loairn, e o Cenél nÓengusa— e as suas obrigações por serviço militar, aparentemente no momento em que o Cenél Comgaill permanecia parte do Cenél nGabráin. Estas divisões não precisam ser de grande antiguidade, e as listas fornecidas não estão sem problemas. O Senchus não lista as tribos ou as obrigações militares para as terras da Irlanda, se houvesse, poderia ter feito parte de Dál Riata. Uma característica curiosa do Senchus é a presença de Airgíalla nas terras do Cenél Loairn. Não é claro se estes representam os colonos da Irlanda, ou simplesmente pessoas a quem o rótulo de "novos clientes" foi aplicado.

## Leituras adicionais
- Lucius Gwynn, "De Síl Chonairi Móir", em Ériu 6 (1912): 130-43. Summary by Dan M. Wiley
- Michael A. O'Brien (ed.) with intro. by John V. Kelleher, Corpus genealogiarum Hiberniae. Dublin Institute for Advanced Studies. 1976. / partial digital edition: Donnchadh Ó Corráin (ed.), Genealogies from Rawlinson B 502. University College Cork: Corpus of Electronic Texts. 1997.
- Donnchadh Ó Corráin (ed.), Genealogies (H.2.7) (still unpublished)
- T. F. O'Rahilly, Early Irish History and Mythology. Dublin Institute for Advanced Studies. 1946.